# Jordi Díaz Moreno
Jordi Díaz Moreno (Badalona, 27 de gener de 1975) és un actor de cinema i televisió català, conegut a Catalunya per haver interpretat el paper de Fede a la sèrie de TV3 El cor de la ciutat, i a nivell espanyol per haver interpretat a Andrés de Cabrera a la sèrie històrica Isabel.

## Biografia
Interessat per la interpretació des de ben jove, mentre cursava estudis primaris va realitzar obres de teatre amb companyies amateurs, i també recità poemes i textos propis. Més tard, treballà en diverses activitats fora de la interpretació, i s'obrí camí com a actor a través d'agències, càstings i televisions locals sense arribar a estudiar interpretació. El seu primer paper important va ser el d'en Fede a la sèrie El cor de la ciutat, en el qual inicialment havia de realitzar durant tres mesos, que es van convertir en cinc anys. A banda de la seva participació en la coneguda sèrie de TV3 ha participat en altres obres de teatre, i ha realitzat col·laboracions a programes com El Club a TV3 i a De 4 a 7 a Catalunya Ràdio, amb Xavier Graset.

## Televisió
Ha participat a diverses produccions:
- Makinavaja (1995)
- Laberint d'ombres (1998)
- Des del balcó (2001)
- El cor de la ciutat (2001-2009)
- La señora (2009)
- Los misterios de Laura (2011)
- Amar en tiempos revueltos (2011)
- Isabel (2011-2014)
- Mario Conde, los días de gloria (2013)
- 39+1 (2014)
- El mètode Grönholm (2015)

## Films
Ha participat en les següents llargmetratges:
- Fumata blanca (2002)
- Llaços trencats (2008)
- És quan dormo (2010)

## Curts
Ha participat en els següents:
- Ausencias (2001)
- Fácil (2009)
- Chorreo. La gran bomba del 2 a 6 (2010)